# Małżoraczki Polski
Liczba gatunków małżoraczków (Ostracoda) stwierdzonych w Polsce wynosi ponad 160 taksonów.

## Małżoraczki (Ostracoda)
Rodzina Cytheridae
- Cytheromorpha fuscata (Brady, 1869)
- Microcytherura affinis Klie, 1938
- Palmenella limicola (Norman, 1865)

Rodzina Leptocytheridae
- Leptocythere baltica Klie, 1929
- Leptocythere castanea (Sars, 1865)
- Leptocythere confusa (Brady et Norman, 1889)
- Leptocythere ilyophila (Hirschmann, 1909)
- Leptocythere lacertosa (Hirschmann, 1912)
- Leptocythere pellucida (Baird, 1850)
- Leptocythere psammophila Guillaume, 1976
- Leptocythere tenera (Brady, 1868)

Rodzina Limnocytheridae
- Limnocythere inopinata (Baird, 1843)
- Limnocythere sanctipatricii Brady et Robertson, 1869
- Limnocythere stationis Vavra, 1891 - w Polsce subfosylny
- Paralimnocythere relicta (Lilljeborg, 1863)
- Leucocythere mirabilis Kaufmann, 1892
- Metacypris cordata Brady et Robertson, 1870

Rodzina Eucytheridae
- Eucythere argus (Sars, 1865)
- Eucythere undulata Klie, 1929

Rodzina Cytherideidae
- Cyprideis torosa (Jones, 1850)
- Cytherissa lacustris (Sars, 1863)
- Eucytheridea bairdii (Sars, 1865)
- Eucytheridea punctilllata (Brady, 1865)
- Heterocyprideis sorbyana (Jones, 1856)

Rodzina Krithidae
- Paracyprideis fennica (Hirschmann, 1909)

Rodzina Neocytherideidae
- Neocytherideis crenulata (Klie, 1929)

Rodzina Trachyleberididae
- Robertsonites tuberculata (Sars, 1865)

Rodzina Loxoconchidae
- Elofsonia baltica (Hirschmann, 1909)
- Elofsonia pusilla (Brady et Robertson, 1870)
- Hirschmannia viridis (O. F. Muller, 1785)
- Loxoconcha elliptica Brady, 1868
- Loxoconcha impressa (Baird, 1850)
- Loxoconcha tamarindus (Jones, 1856)

Rodzina Cytheruridae
- Cytherura fulva Brady et Robertson, 1874
- Cytherura gibba (O. F. Muller, 1785)
- Semicytherura nigrescens (Baird, 1838)
- Semicytherura sella (Sars, 1865)
- Cythropteron latissimum (Norman, 1865)

Rodzina Xestoleberididae
- Xestoleberis auranta (Baird, 1838)

Rodzina Bythocytheridae
- Jonesia simplex (Norman, 1865)

Rodzina Paradoxostomatidae
- Cytherois arenicola Klie, 1929
- Cytherois fischeri (Sars, 1865)
- Paradoxostoma variabile (Baird, 1850)

Rodzina Darwinulidae
- Darwinula stevensoni (Brady et Robertson, 1876)

Rodzina Ilyocypridae
- Ilyocypris biplicata (Koch, 1838)
- Ilyocypris bradyi Sars, 1890
- Ilyocypris decipiens Masi, 1905
- Ilyocypris gibba (Ramdohr, 1808)
- Ilyocypris inermis Kaufmann, 1900
- Ilyocypris lacustris Kaufmann, 1900 - w Polsce subfosylny

Rodzina Candonidae
- Candona (Candona) angulata G. W. Muller, 1900
- Candona (Candona) candida (O. F. Muller, 1776)
- Candona (Candona) improvisa Ostermeyer, 1937
- Candona (Candona) levanderi Hirschmann, 1912
- Candona (Candona) lindneri Petkovski, 1969 - poza podgatunkiem nominatywnym w Polsce również C. lindneri carpathica Sylwula, 1974
- Candona (Candona) neglecta Sars, 1887
- Candona (Candona) sanociensis Sywula, 1971
- Candona (Candona) weltneri Hartwig, 1899
- Candona (Cryptocandona) matris Sywula, 1976
- Candona (Cryptocandona) reducta Alm, 1914
- Candona (Cryptocandona) vavrai Hartwig, 1898
- Candona (Eucandona) alexandri Sywula, 1981
- Candona (Eucandona) acuminata (Fischer, 1854)
- Candona (Eucandona) balatonica Daday, 1894
- Candona (Eucandona) caudata Kaufmann, 1900
- Candona (Eucandona) fabaeformis (Fischer, 1851)
- Candona (Eucandona) fabella Nuchterlein, 1969
- Candona (Eucandona) fragilis Hartwig, 1898
- Candona (Eucandona) holzkampfi Hartwig, 1900
- Candona (Eucandona) hyalina Brady et Robertson, 1870
- Candona (Eucandona) latens Klie, 1940
- Candona (Eucandona) lozkei Absolon, 1973
- Candona (Eucandona) protzi Hartwig, 1898
- Candona (Eucandona) wegelini Petkovski, 1962
- Candona (Typhlocypris) compressa (Koch, 1838)
- Candona (Typhlocypris) crispata Klie, 1926
- Candona (Typhlocypris) eremita (Vejdovsky, 1882)
- Candona (Typhlocypris) hartwigi G. W. Muller, 1900
- Candona (Typhlocypris) hertzogi Klie, 1938 - poza podgatunkiem nominatywnym w Polsce również C. hertzogi beskidana Sylwula, 1974
- Candona (Typhlocypris) insculpta G. W. Muller, 1900
- Candona (Typhlocypris) limnocrenica Sywula, 1971
- Candona (Typhlocypris) lobipes Hartwig, 1900
- Candona (Typhlocypris) marchica Hartwig, 1899
- Candona (Typhlocypris) mira Sywula, 1976
- Candona (Typhlocypris) parallela G. W. Muller, 1900
- Candona (Typhlocypris) pratensis Hartwig, 1901
- Candona (Typhlocypris) prespica Petkovski, 1959 - poza podgatunkiem nominatywnym w Polsce również C. prespica pomeranica Sylwula, 1981
- Candona (Typhlocypris) rostrata Brady et Norman, 1889
- Candona (Typhlocypris) sarsi Hartwig, 1899
- Candona (Typhlocypris) semicognita Schafer, 1934
- Candona (Typhlocypris) stagnalis Sars, 1890
- Candona (Typhlocypris) triquetroides Sywula, 1974
- Candonopsis kingsleii (Brady et Robertson, 1870)
- Candonopsis parva Sywula, 1868
- Nannocandona faba Ekman, 1914
- Nannocandona stygia Sywula, 1976
- Paracandona euplectella (Robertson, 1889)
- Cyclocypris drastichi Jancarik, 1949
- Cyclocypris globosa (Sars, 1863)
- Cyclocypris laevis (O. F. Muller, 1776
- Cyclocypris labialis Sywula, 199x
- Cyclocypris ovum (Jurine, 1820)
- Cyclocypris serena (Koch, 1838)
- Cypria curvifurcata Klie, 1923
- Cypria exsculpta (Fischer, 1855)
- Cypria ophthalmica (Jurine, 1820)
- Cypria reptans Bronstejn, 1928
- Physocypria fadeewi (Dubovskij, 1827)

Rodzina Notodromatidae
- Notodromas monacha (O. F. Muller, 1776)
- Notodromas persica Gurney, 1921
- Cyprois marginata (Strauss, 1821)

Rodzina Cyprididae
- Bradleystrandesia affinis (Fischer, 1851)
- Bradleystrandesia fuscata (Jurine, 1820)
- Bradleystrandesia hirsuta (Fischer, 1851)
- Cypris pubera O. F. Muller, 1776
- Dolerocypris fasciata (O. F. Muller, 1776)
- Dolerocypris pellucida Klie, 1932 - występowanie wątpliwe
- Eucypris crassa (O. F. Muller, 1785)
- Eucypris elliptica (Baird, 1846)
- Eucypris moravica Jancarik, 1947
- Eucypris ornata (O. F. Muller, 1776)
- Eucypris pigra (Fischer, 1851)
- Eucypris serrata (G. W. Muller, 1900)
- Eucypris virens (Jurine, 1820)
- Prionocypris zenkeri (Chyzer et Toth, 1858)
- Tonnacypris lutaria (Koch, 1838)
- Trajancypris clavata (Baird, 1838)
- Herpetocypris chevreuxi (Sars, 1896)
- Herpetocypris reptans (Baird, 1835)
- Psychrodromus fontinalis (Wolf, 1920)
- Psychrodromus olivaceus (Brady et Norman, 1889)
- Stenocypria fischeri (Liiijeborg, 1883)
- Scottia browniana (Jones, 1850) - w Polsce subfosylny
- Scottia pseudobrowniana Kempf, 1871
- Scottia tumida (Jones, 1850) - w Polsce subfosylny
- Cyprinotus (Cyprinotus) salinus (Brady, 1868)
- Cyprinotus (Heterocypris) barbara (Gauthier et Brehm, 1928)
- Cyprinotus (Heterocypris) incongruens (Ramdohr, 1808)
- Cyprinotus (Heterocypris) reptans (Kaufmann, 1900)
- Euprinotus rostratus (Sywula, 1966)
- Isocypris beauchampi (Paris, 1920)

Rodzina Cypridopsidae
- Cavernocypris subterranea (Wolf, 1920)
- Cypridopsis brincki Petkovski, 1963 - w Polsce subfosylny
- Cypridopsis elongata (Kaufmann, 1900)
- Cypridopsis lusatica Schafer, 1943
- Cypridopsis parva G. W. Muller, 1900 - występowanie wątpliwe
- Cypridopsis vidua (O. F. Muller, 1776)
- Poamocypris arcuata (Sars, 1903)
- Poamocypris pallida Alm, 1914
- Poamocypris similis G. W. Muller, 1912
- Poamocypris smaragdina (Vavra, 1891)
- Poamocypris unicaudata Schafer, 1943
- Poamocypris variegata (Brady et Norman, 1889)
- Poamocypris villosa (Jurine, 1820)
- Poamocypris wolfi Brehm, 1920
- Poamocypris zschokkei (Kaufmann, 1900)
- Plesiocypridopsis newtoni (Brady et Robertson, 1870)
- Sarscypridopsis aculeata (Costa, 1847)
- Sarscypridopsis gregaria (Sars, 1895)